# Заповідник Стара Река
Стара Река (болг. Стара река) — один із дев'яти заповідників у національному парку Центральний Балкан у Болгарії. Заповідник був створений 19 березня 1981 року для захисту унікальних екосистем Балканських гір. Він займає площу 1974,7 га або 19 747 км².

## Географія
Заповідник розташований в декількох кілометрах на північ від міста Карлово в північній частині Пловдивської області. Він охоплює південні схили Балканських гір, що тягнуться від піків Левський (2166 м) і Голям Купен (2169 м) на головному хребті гірського хребта на південь вздовж долини річки Старої Реки та її приток.
Висота заповідника коливається від 1000 до 2169 м. Південні схили Балканських гір мають більш м'який клімат з сніговим покривом тривалістю в середньому 120 днів на рік. Типи ґрунтів різноманітні — від гірських лучних ґрунтів у найвищих районах до бурих лісів і коричних ґрунтів на менших висотах.

## Флора
Лісові ареали в заповіднику Стара Река зазвичай включають від чотирьох до п'яти видів дерев. Найнижчі ділянки заповідника покриті скельним дубом, лісовим буком, білоцвітим ясеном, хмелеграбом і східним грабом. Змішані букові і ялинові ліси разом з польовим кленом, кленом Гельдреха і повислою березою ростуть на більших висотах. Ліси європейської ялини ростуть на найвищих висотах.
Заповідник багатий рідкісними видами. 45 видів занесено до Червоної книги Болгарії, з них 20 — ендемічні для країни, такі як Primula frondosa, Centaurea kerneriana, Campanula trojanensis, Stachys alpina та інші.

## Фауна
Заповідник Стара река містить найзахіднішу популяцію козиці звичайної вздовж південних схилів Балканських гір. Він також є важливим притулком для бурого ведмедя, вовка, лісового кота, лісової куниці і річкової видри.
Авіфауна представлена багатьма видами хижих птахів, таких як орел-могильник, беркут, орел-карлик, канюк степовий, осоїд, яструб великий, яструб малий, балабан, сапсан і пугач звичайний. Інші птахи, що мають значення для збереження, — це орябок, дятел білоспинний, жовна чорна, та інші.

## Галерея

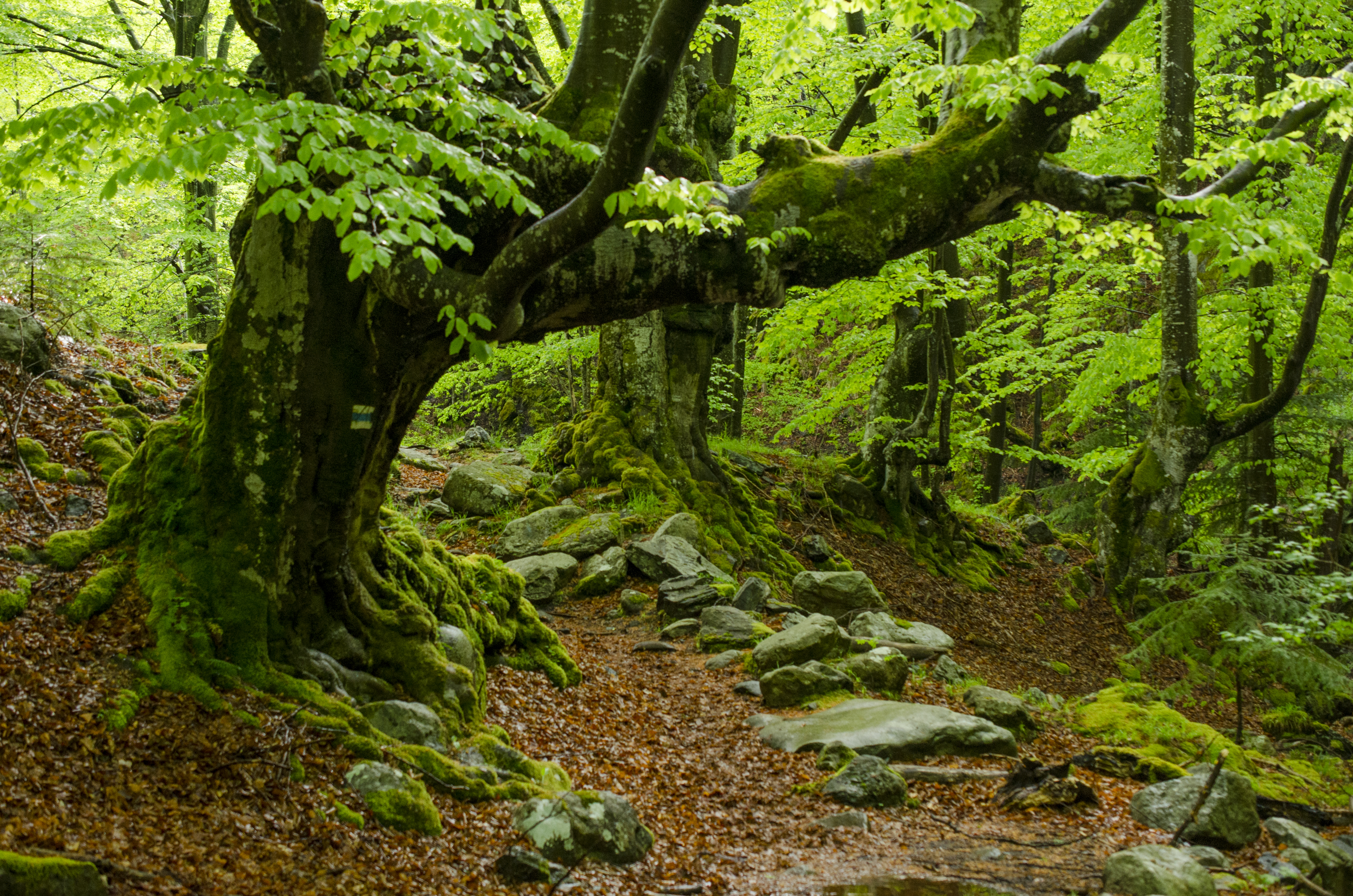
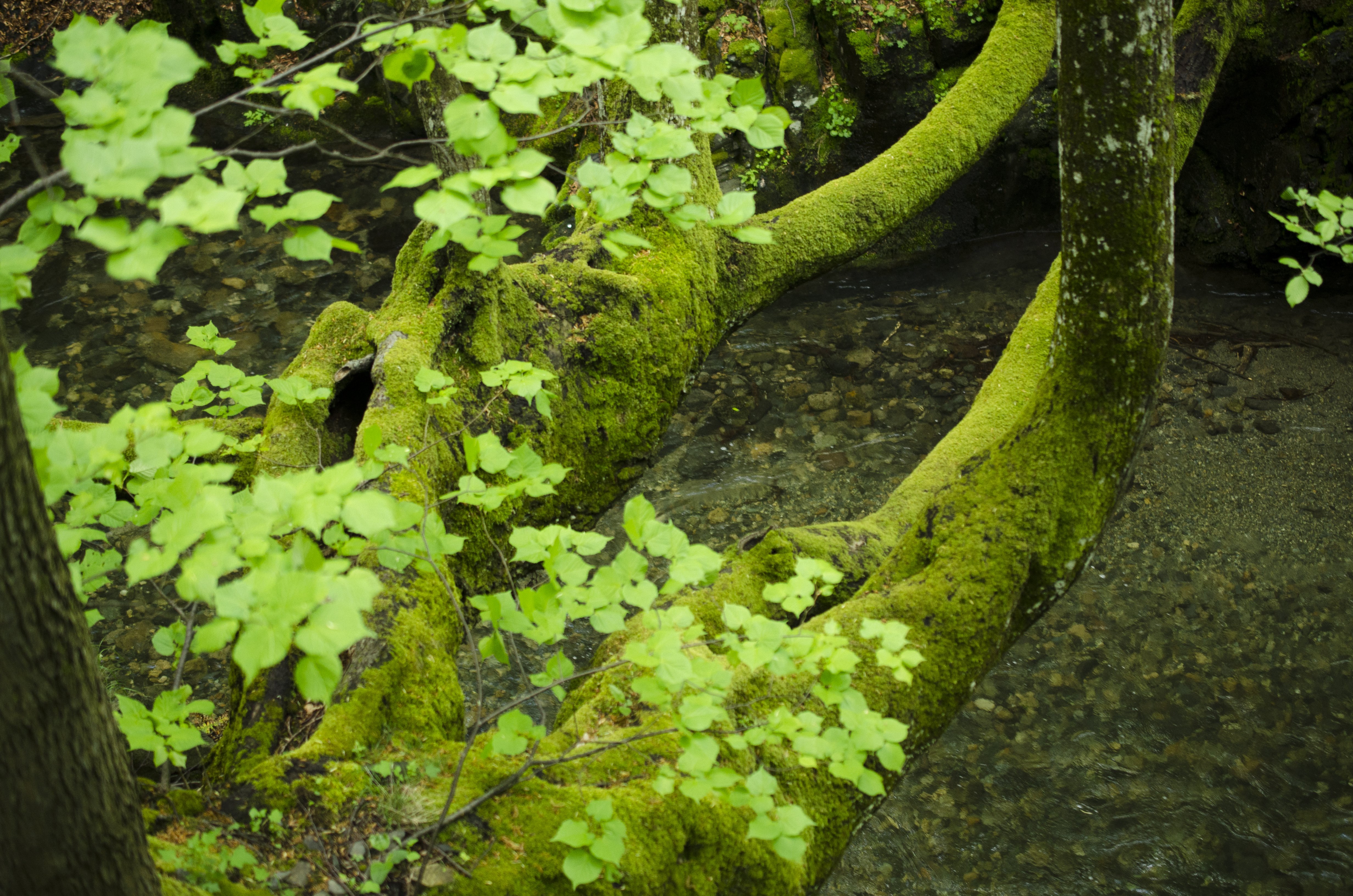
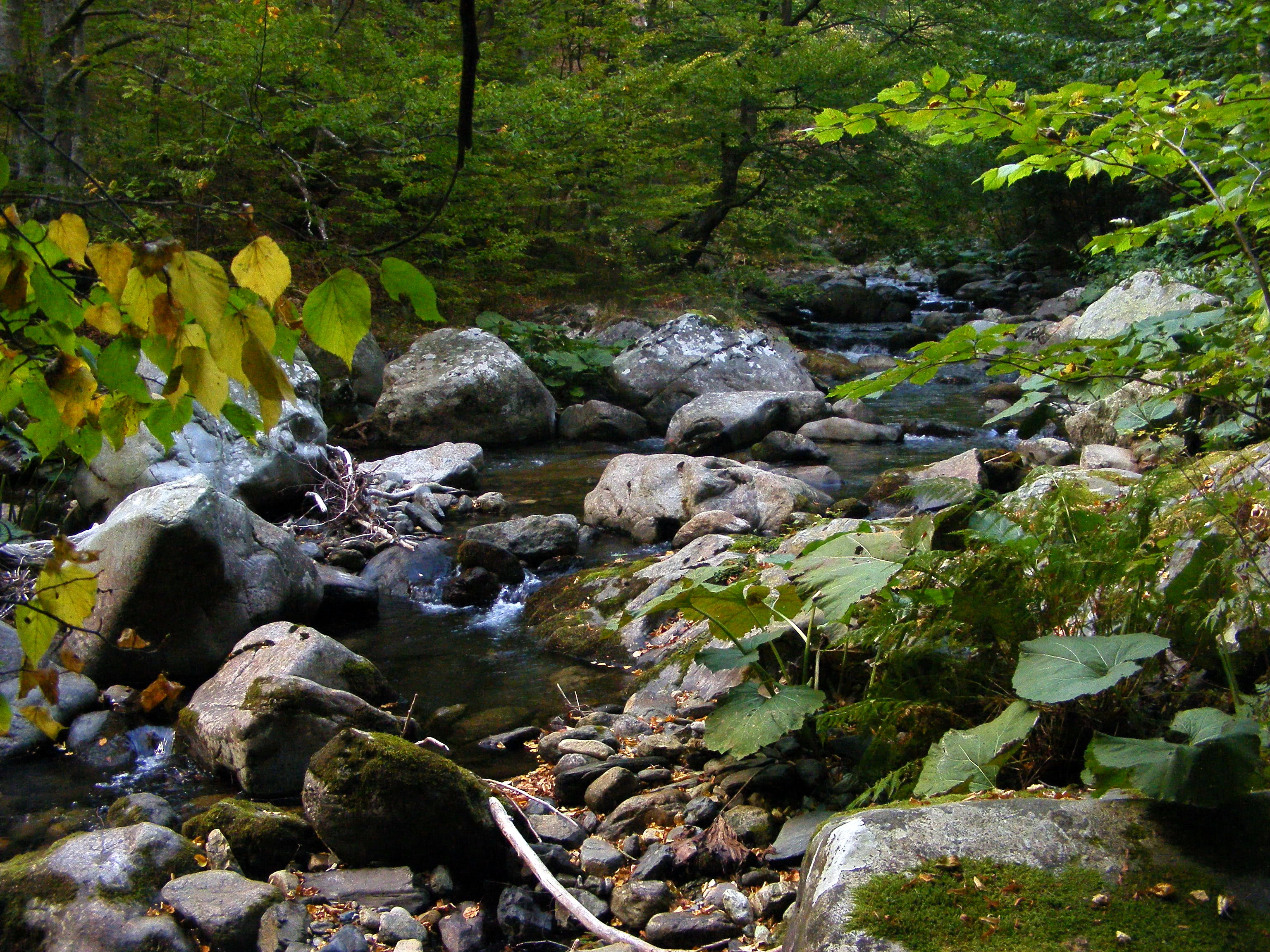
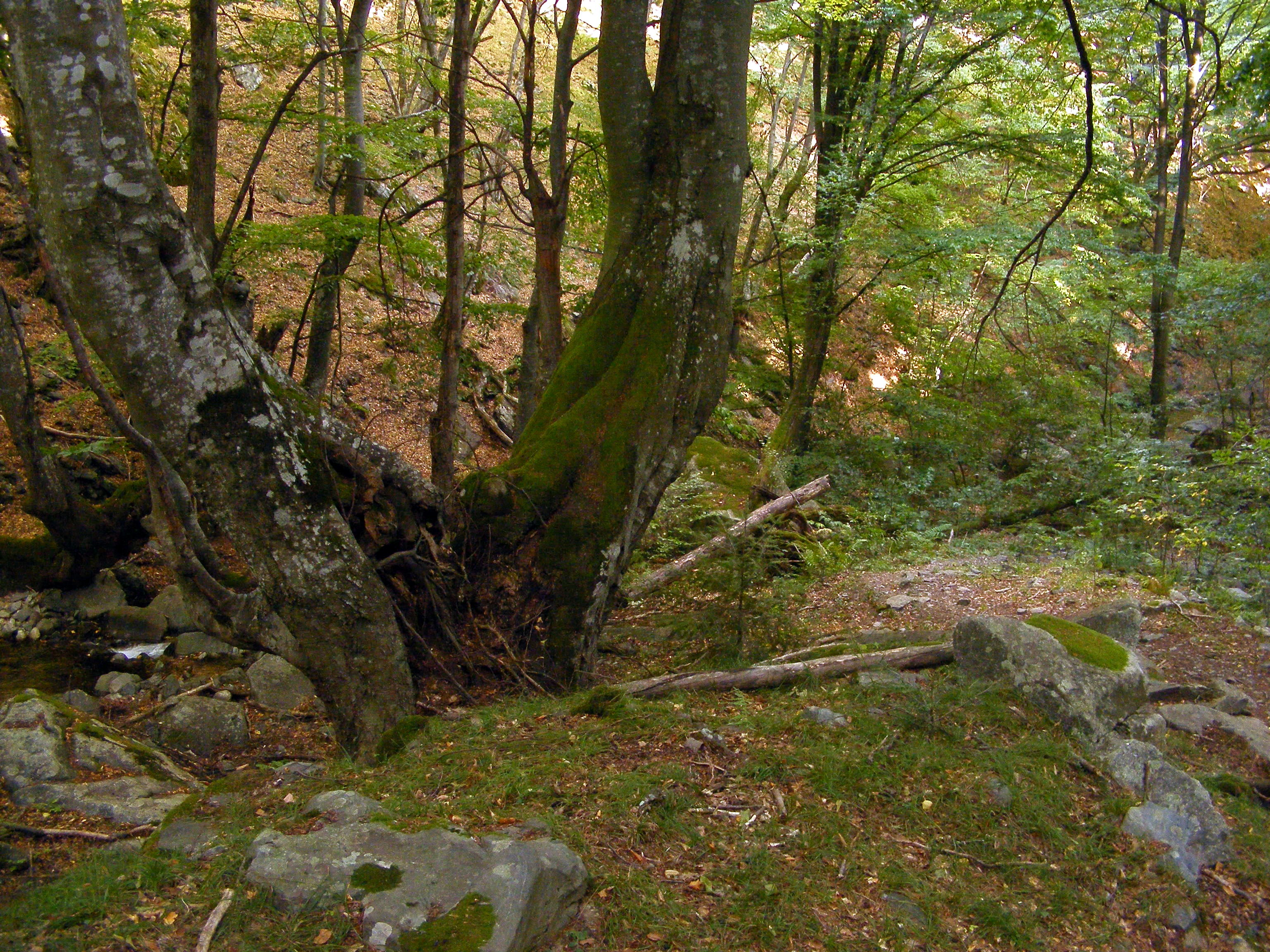
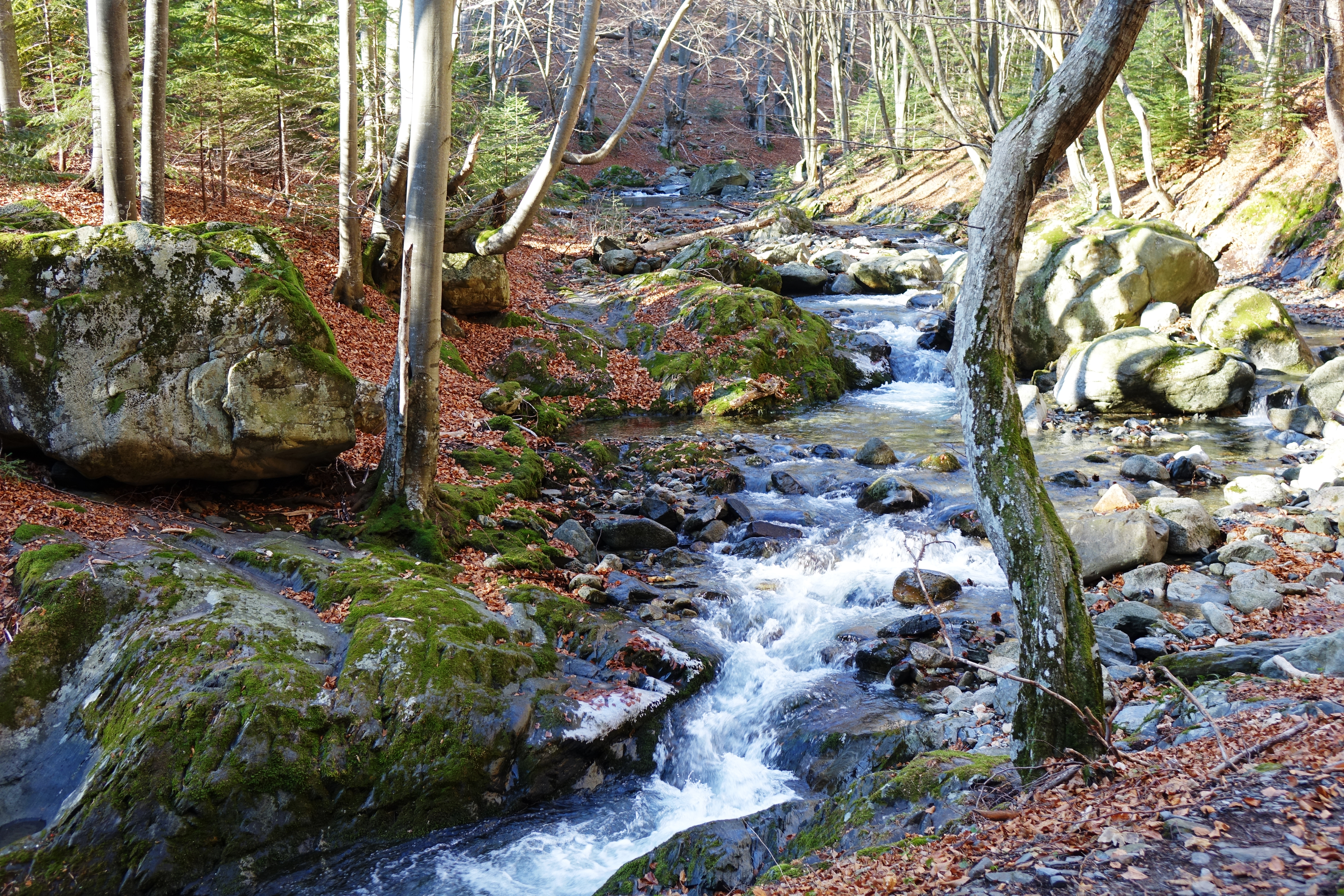